# Galeriusz
Galeriusz, Gaius Galerius Valerius Maximianus (ur. 250, zm. 5 maja 311) – cesarz rzymski panujący w latach 293-311. 

## Życiorys
Pochodził z Ilirii, karierę wojskową rozpoczął jako prosty żołnierz w armii Aureliana, a później Probusa. Wsławił się zwycięską wojną z Persami w latach 297-299. W 293 roku, po wprowadzeniu tetrarchii, został mianowany cezarem przy władcy wschodniej części imperium – Dioklecjanie, mając powierzone rządy nad prowincjami bałkańskimi. Dla umocnienia związków politycznych poślubił córkę Dioklecjana – Walerię. Przyjmuje się, iż wskutek wpływu i nacisków Galeriusza Dioklecjan zdecydował o rozpoczęciu prześladowań chrześcijan w cesarstwie. 
Po abdykacji Dioklecjana w 305 Galeriusz został cesarzem Wschodu wraz z tytułem augusta, wybierając swym cezarem Maksymina Daję. Sprawował wtedy władzę nad południową i wschodnią częścią Bałkanów oraz nad Azją Mniejszą. Podczas jego rządów urzędy obsadzano jego oficerami, a w sądach usuwano obrońców jako zbędnie wydłużających czas trwania procesu. Działalność intelektualna była uważana za podejrzaną.
Kiedy w 306 zmarł cesarz Zachodu – Konstancjusz (z racji starszeństwa uważany za pierwszego augusta), nowym cesarzem zachodniej części imperium został dotychczasowy cezar przy Konstancjuszu – Flawiusz Sewer, zaś Galeriusz przejął godność pierwszego augusta. W 306 w Rzymie wybuchły zamieszki wskutek decyzji Galeriusza o rozwiązaniu kohort pretorianów oraz opodatkowaniu dotychczas wolnych od tego obciążenia mieszkańców stolicy cesarstwa. Sytuację tę wykorzystał Maksencjusz, syn Maksymiana (który rok wcześniej zrzekł się władzy wraz z Dioklecjanem), i został przez wojsko ogłoszony cesarzem. Galeriusz nakazał stłumienie buntu przebywającemu w Mediolanie Sewerowi, który został jednak szybko pokonany i poddał się Maksencjuszowi. 
W 307 Galeriusz zgromadził wojska i wyruszył ku Italii. Pozbawiony możliwości okrążenia Rzymu, odstąpił od zamiaru jego zdobycia, podejmując natomiast plądrowanie obszarów odległych o kilkadziesiąt kilometrów na północ od stolicy. Nie będąc w stanie rozciągnąć władzy nad większą częścią Italii, okazał gotowość do rozmów z Maksencjuszem, lecz jego propozycję odrzucono. Kiedy Maksencjusz zaczął przekupywać wojsko Galeriusza, w obawie przed zdradą ze strony żołnierzy rozpoczął on odwrót, zezwalając im przy tym na rabunki.
Przed końcem panowania wydał edykt tolerancyjny (311), kończący wieloletnie prześladowania chrześcijan. W tym samym roku zmarł najprawdopodobniej na raka.